# Otus alfredi
Otus alfredi là một loài chim trong họ Strigidae.